# 自由意志定理
約翰·何頓·康威和西蒙·科亨的自由意志定理指的是說，若人在「選擇非過去的函數」的意義下有自由意志，那在特定的假設下，一些基本粒子也必然有自由意志。康威和科亨的結果首先於2006年出版於《物理學基礎》，之後在2009年，兩人在《美國數學學會通訊》上出版加強版的定理；在2017年，科亨詳述了定理的一些細節。

## 公設
這定理的最初證明仰賴三個公設，康威和科亨將之分別稱為「fin」、「spin」和「twin」。其中的「spin」和「twin」公設可由實驗證實。
1. 「fin」公設：信息傳播有最大速限（這速限未必是光速）。這公設仰賴於因果律。
2. 「spin」公設：若以正交方向表示，那特定自旋為一的基本粒子的平方自旋成分，會是{\displaystyle (1,1,0)}的輪換。
3. 「twin」公設：讓兩個基本粒子發生纏結並將之分開一段距離，進而使之在同方向觀測上有同樣的平方自旋是可能的。這是量子纏結的結果，但「twin」公設是否成立這點，並不需要完全的纏結，也就是說，纏結是充分但非必要的條件。

在其2009年的論文《加強版自由意志定理》（The Strong Free Will Theorem）中，康威和科亨將「fin」公設以一個他們稱為「Min」且較弱的公設取代，進而加強此定理。「Min」公設只假定說兩個以類空間的機制分開的實驗者可獨立做出觀測決定。特別地，這不假定說「所有的」信息傳播都有速限，而只假定說與觀測決定相關的特定信息有速限。在2017年，科亨聲稱「Min」公設可由「Lin」公設，也就是可實驗驗證的勞侖茲協變性所取代。

## 定理
自由意志定理陳述如下：
根據公設，若該如何測量的決定並非實驗者可得訊息的函數（自由意志公設），那測量的結果不能由實驗前的任何東西決定。
這是一個「開放結果」定理。
若實驗結果是開放的，那其中一個或兩個實驗者可能以自由意志做決定。
由於這定理可用於任意與這些公設一致的物理系統上之故，因此以任何特設的方式將信息套用於宇宙的過去上是不可能的。這論證是科亨-施佩克爾定理的進展，而科亨-施佩克爾定理指出，任何對自旋的個別觀測的結果，不會獨立地取決於對測量方式的決定。而Cator和Landsman對隱變量理論下評論道：「隱變量理論一方面希望包含所有和實驗有關的現象的信息，另一方面又希望給實驗者自由決定他們想要的設定的空間，但這些想法彼此間有類似的衝突。」

## 回響
Cator和Landsman認為，康威和科亨證明了「決定論與許多先驗上理想的結果不相容」。Cator和Landsman將「Min」公設與貝爾定理的定域性假設做比較，並總結說加強版自由意志定理因為「不訴諸機率論」因而「用了比貝爾在1964年定理更少的假設」之故而更好。
哲學家David Hodgson支持這項理論，並認為這項理論相當結論性地指出「科學不支持決定論」，並指出這是因為量子力學證明了粒子的行為在一定程度上並非過去的函數之故。而一些評論者聲稱這理論只套用於決定性模型之上，但其甚至不能套用於隨機性模型之上。

## 註解
1. ↑  Conway, John; Simon Kochen. . Foundations of Physics. 2006, 36 (10): 1441. Bibcode:2006FoPh...36.1441C. S2CID 12999337. arXiv:quant-ph/0604079 . doi:10.1007/s10701-006-9068-6.
2. 1 2  Conway, John H.; Simon Kochen.  (PDF). Notices of the AMS. 2009, 56 (2): 226–232.
3. 1 2  Kochen, Simon. . 2017. arXiv:1710.00868  [quant-ph].
4. 1 2  Cator, Eric; Klaas Landsman. . Foundations of Physics. 2014, 44 (7): 781–791. Bibcode:2014FoPh...44..781C. S2CID 14532489. arXiv:1402.1972 . doi:10.1007/s10701-014-9815-z.
5. ↑  David Hodgson. . Oxford University Press. 2012. ISBN 9780199845309.
6. ↑  Sheldon Goldstein, Daniel V. Tausk, Roderich Tumulka, and Nino Zanghì (2010). What Does the Free Will Theorem Actually Prove? （页面存档备份，存于） Notices of the AMS, December, 1451–1453.